# János Markóczy
János Markóczy, madžarski feldmaršal, * 1890, † 1956.